# Microsoft Digital Image
Microsoft Digital Image (Originalmente Microsoft Picture It!) es una utilidad de retoque fotográfico de Microsoft Corporation. Su sencillo diseño y su facilidad de uso lo ha convertido en uno de los programas más usados en la actualidad.

Si lo que se desea obtener son resultados más profesionales o programas mucho más completos, podemos utilizar Gimp, Adobe Photoshop o Paint Shop Pro.
Luego de su lanzamiento, Microsoft optó por cambiarla de nombre, por lo que pasó de llamarse Microsoft Picture It!, a Microsoft Digital Image, de la que se lanzan anualmente dos versiones: Standard (con unos contenidos mínimos) y Suite (que incluye muchas más herramientas sencillas y potentes). La última versión actualmente es Digital Image 2006.
Actualmente los productos de la Digital Image Suite de Microsoft han sido descontinuados, ofreciendo la empresa desarrolladora un soporte de 3 años a partir del año 2009.